# Xia Zhong Kang
Xia Zhong Kang è il nome completo di Zhong Kang (仲康T, Zhòng KāngP), quarto sovrano della dinastia Xia.
Era il fratello minore di Tai Kang.
Salì al trono nell'anno di Jichou (己丑). La capitale del suo regno era a Zhenxun (斟寻).
Il suo regno è ricordato anche per l'eclisse solare che si verificò nel mese di settembre del quinto anno, nel giorno di Gengwu (庚戌).
Secondo la tradizione, ordinò ad uno dei suoi generali, Zeng (胤), di condurre le sue truppe a conquistare Yihe (羲和), per punire il re di quel paese che indulgeva al vino e ai piaceri della vita e trascurava i suoi doveri verso i sudditi.
Nel sesto anno di regno, nominò Kunwu (昆吾) come suo primo ministro. Suo figlio e suo futuro successore, Xiang lo lasciò e andò a vivere per un periodo a Shangqiu (商丘) con un altro ministro di nome Pi (邳).